# Tjärnen (Grundsunda socken, Ångermanland, 703135-166964)
Tjärnen är en sjö i Örnsköldsviks kommun i Ångermanland och ingår i Lögdeälven-Husåns kustområde.